# Euxoa jimena
Euxoa jimena là một loài bướm đêm trong họ Noctuidae.